# The Run on Percy
The Run on Percy  è un cortometraggio muto del 1915 diretto da Sidney Smith. Il regista appare anche tra gli attori nel ruolo di Johnny West.
È il quinto episodio della serie The Chronicles of Bloom Center.

## Produzione
Il film fu prodotto dalla Selig Polyscope Company.

## Distribuzione
Distribuito dalla General Film Company, il film - un cortometraggio in due bobine - uscì nelle sale cinematografiche statunitensi il 6 dicembre 1915.